# SN 2006sw
SN 2006sw – supernowa typu Ia odkryta 14 listopada 2006 roku w galaktyce A010500-0022. W momencie odkrycia miała maksymalną jasność 22,70m.